# Tần số cực cao
Tần số cực cao (UHF) là dải tần số vô tuyến nằm trong khoảng 300 MHz tới 3 GHz (3,000 MHz), còn được gọi là băng tần decimet hay sóng decimet do bước sóng của UHF nằm trong khoảng 1 tới 10 decimet (10 cm tới 1 m).

## Đặc tính, ưu điểm và nhược điểm
Thu phát tín hiệu vô tuyến và TV kiểu điểm-điểm bị ảnh hưởng bởi nhiều yếu tố. Chẳng hạn như độ ẩm không khí, gió mặt trời, vật cản vật lý (núi, tòa nhà), thời gian trong ngày đều ảnh hưởng tới việc truyền dẫn tín hiệu và gây suy giảm tín hiệu tại điểm thu. Độ ẩm không khí hấp thụ một phần năng lượng của mọi loại sóng vô tuyến. Khí quyển hấp thụ một phần năng lượng làm suy hao cường độ tín hiệu khi truyền đi xa. Tần số càng cao thì suy hao khi truyền qua môi trường khí quyển càng lớn. Các tín hiệu TV dùng tần số UHF nói chung thường bị suy hao bởi độ ẩm không khí lớn hơn so với các băng tần thấp hơn, chẳng hạn như tín hiệu TV dùng VHF. Tầng điện ly có thể phản xạ một số sóng vô tuyến, giúp sóng vô tuyến truyền đi xa hơn, điều này được gọi là truyền dẫn sóng trời, các tần số nhỏ hơn như LF, HF... thường dùng chế độ sóng trời. Tín hiệu truyền hình UHF không dùng chế độ sóng trời này, nên khoảng cách thu phát nhỏ hơn so với HF hay LF.
Ưu điểm chính của truyền dẫn UHF là anten nhỏ gọn, vì bước sóng UHF nhỏ, nên kích thước anten có thể so sánh được với bước sóng. Các anten nhỏ hơn có thể được dùng cho các băng tần cao hơn.
Nhược điểm chính của UHF là khoảng cách thu phát ngắn, thường trong tầm nhìn thẳng giữa anten trạm phát truyền hình và anten thu của khách hàng.
UHF được sử dụng rộng rãi trong các hệ thống vô tuyến hữu tuyến và điện thoại không dây có anten thu phát gần nhau. Các hệ thống này không truyền đi xa được nên không gây nhiễu với hệ thống cục bộ khác. Một số dịch vụ thông tin liên lạc thương mại và công cộng cũng dùng UHF. Các dịch vụ dân sự chẳng hạn như GMRS, PMR446, UHF CB, 802.11b ("WiFi"), các mạng di động GSM và UMTS. Nếu muốn truyền tín hiệu UHF đi xa thì cần phải có các trặm lặp.